# José Arlindo Gomes de Sá
José Arlindo Gomes de Sá (Floresta, 27 de março de 1942 — Recife, 28 de dezembro de 2019) foi um médico e poeta brasileiro.

## Formação
Médico formado pela Faculdade de Medicina do Recife em 1968

## Profissão
- Médico 
  - Clínica Médica
  - Epidemiologia
  - Saúde da Família[4]

## Literatura
Poeta, com obras em sua maioria retratando o Sertão do Pajeú.

### Obras publicadas
Poesia
- Águas do Pajeú
- As viagens do Pajeú
- Recital do Sertão do Pajeú e do Riacho do Navio [5]
- Andanças do Pajeú[6]
- O rio e a cidade
- Canto da Pedra do Navio
- Os Caminhos do Beberibe
- O Sopro do Vento da Aba da Serra

Crônicas
- O sopro do vento da Aba da Serra

Romances
- Rochedo
- Romance das Águas e das Areias do Pajeú

Biografia
- Notas biográficas de João Boiadeiro

Artigos em periódicos
- A Cidade (Cadernos Pajeuenses I)
- A Peleja de João Mãizinha e Biu do Pife (Cadernos Pajeuenses II)

### Associação literária
- Sociedade Brasileira de Médicos Escritores[nota 1][2]
- União de Médicos Escritores e Artistas Lusófonos
- União Brasileira de Escritores - Seção Pernambuco[8]
- Academia de Letras, Artes e Ofícios Municipais de Pernambuco (Bezerros)[9]